# Camblain-Châtelain
Camblain-Châtelain és un municipi francès situat al departament del Pas de Calais i a la regió dels Alts de França. L'any 2007 tenia 1.607 habitants.

## Demografia

### Població
El 2007 la població de fet de Camblain-Châtelain era de 1.607 persones. Hi havia 632 famílies de les quals 144 eren unipersonals (36 homes vivint sols i 108 dones vivint soles), 220 parelles sense fills, 228 parelles amb fills i 40 famílies monoparentals amb fills.
La població ha evolucionat segons el següent gràfic:
Habitants censats

### Habitatges
El 2007 hi havia 683 habitatges, 639 eren l'habitatge principal de la família, 9 eren segones residències i 35 estaven desocupats. 677 eren cases i 6 eren apartaments. Dels 639 habitatges principals, 449 estaven ocupats pels seus propietaris, 182 estaven llogats i ocupats pels llogaters i 8 estaven cedits a títol gratuït; 18 tenien dues cambres, 62 en tenien tres, 169 en tenien quatre i 390 en tenien cinc o més. 451 habitatges disposaven pel capbaix d'una plaça de pàrquing. A 298 habitatges hi havia un automòbil i a 225 n'hi havia dos o més.

### Piràmide de població
La piràmide de població per edats i sexe el 2009 era:
| Homes | Edats   | Dones |
| ----- | ------- | ----- |
| 0     | 95 o +  | 0     |
| 0     | 90 a 94 | 8     |
| 4     | 85 a 89 | 24    |
| 16    | 80 a 84 | 20    |
| 20    | 75 a 79 | 40    |
| 56    | 70 a 74 | 44    |
| 36    | 65 a 69 | 56    |
| 28    | 60 a 64 | 20    |
| 28    | 55 a 59 | 36    |
| 40    | 50 a 54 | 44    |
| 68    | 45 a 49 | 60    |
| 60    | 40 a 44 | 64    |
| 32    | 35 a 39 | 72    |
| 80    | 30 a 34 | 56    |
| 40    | 25 a 29 | 24    |
| 44    | 20 a 24 | 72    |
| 44    | 15 a 19 | 40    |
| 76    | 10 a 14 | 40    |
| 84    | 5 a 9   | 44    |
| 32    | 0 a 4   | 28    |

## Economia
El 2007 la població en edat de treballar era de 1.006 persones, 682 eren actives i 324 eren inactives. De les 682 persones actives 608 estaven ocupades (352 homes i 256 dones) i 74 estaven aturades (36 homes i 38 dones). De les 324 persones inactives 92 estaven jubilades, 88 estaven estudiant i 144 estaven classificades com a «altres inactius».

### Ingressos
El 2009 a Camblain-Châtelain hi havia 660 unitats fiscals que integraven 1.664,5 persones, la mediana anual d'ingressos fiscals per persona era de 15.343 €.

### Activitats econòmiques
Dels 45 establiments que hi havia el 2007, 1 era d'una empresa extractiva, 4 d'empreses alimentàries, 3 d'empreses de fabricació d'altres productes industrials, 9 d'empreses de construcció, 4 d'empreses de comerç i reparació d'automòbils, 5 d'empreses de transport, 3 d'empreses d'hostatgeria i restauració, 3 d'empreses financeres, 1 d'una empresa immobiliària, 2 d'empreses de serveis, 9 d'entitats de l'administració pública i 1 d'una empresa classificada com a «altres activitats de serveis».
Dels 11 establiments de servei als particulars que hi havia el 2009, 1 era un taller de reparació d'automòbils i de material agrícola, 2 fusteries, 1 lampisteria, 3 electricistes, 2 empreses de construcció, 1 perruqueria i 1 restaurant.
Dels 5 establiments comercials que hi havia el 2009, 4 eren fleques i 1 una fleca.
L'any 2000 a Camblain-Châtelain hi havia 14 explotacions agrícoles que ocupaven un total de 572 hectàrees.

## Equipaments sanitaris i escolars
El 2009 hi havia 1 escola maternal i 1 escola elemental.

## Poblacions més properes
El següent diagrama mostra les poblacions més properes.